# 雷明頓鯨科
雷明頓鯨科為鯨下目下一群多樣化的水生哺乳動物。

## 描述
雷明頓鯨科物種具有長而狹窄的顱骨、位於前端的鼻孔、狹小的額板、較小的眼窩、具有凸起的齶以及未完全癒合的下頜骨逢。牠們的齒式為3.1.4.33.1.4.3。前端的牙齒外型與鯊魚齒類似。
顱後骨架部分頸椎較長、骶骨由4塊椎骨組成，且其中至少3塊已經完全癒合。髀臼切痕狹小或閉合，股骨頭上不具有股骨頭凹。

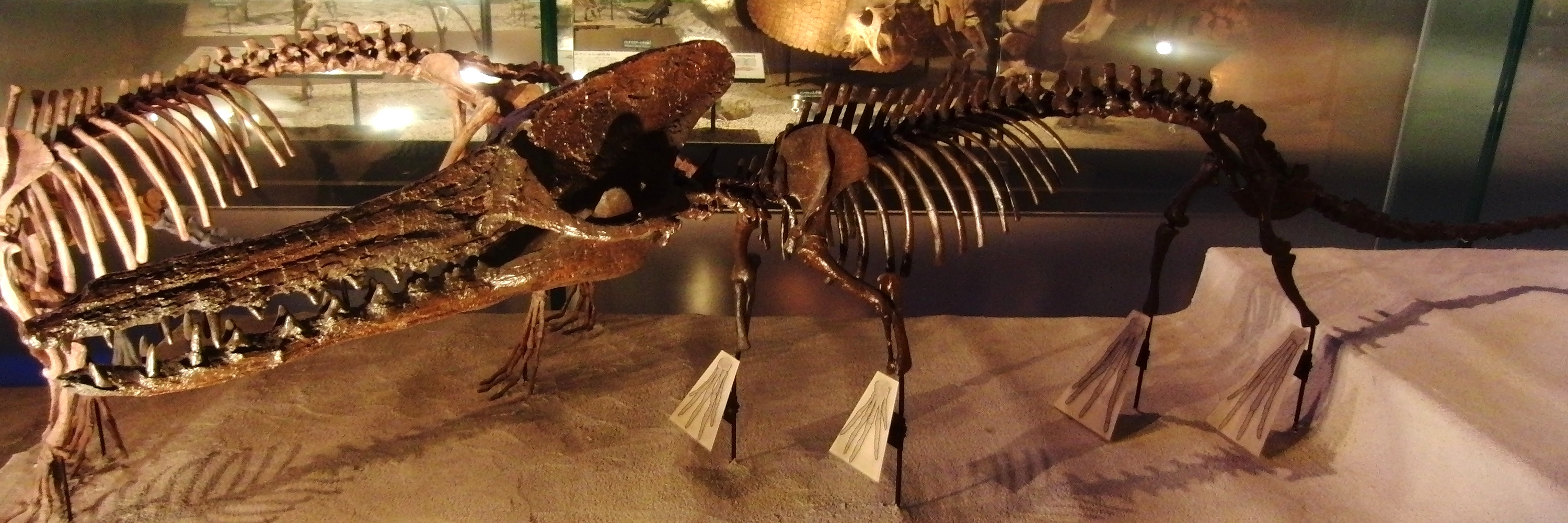
庫奇鯨（Kutchicetus minimus）化石

顱骨化石十分常見但通常無法保留齒式。顱後的骨架則多半基於庫奇鯨的唯一樣本，體型小但具有粗壯的背部及尾部。雷明頓鯨科的物種游泳形式可能與現存的巨獺一樣透過長而扁平的尾巴推進。
雷明頓鯨科具有較長的身體與吻突、較短的四肢，外型特徵比起走鯨與現存的鱷魚更為相似。牠們能於陸地上行走也能於水中游泳，可能棲息於沿岸地帶。其中至少有一個屬（大連特鯨）是以水生動物為食。
雷明頓鯨科的化石附近通常都能發現海生鯰魚、鱷魚、原鯨科鯨魚以及海牛，這代表牠們的棲息環境多半位於鹹水水域，而非淡水。

## 棲息與分布地
雷明頓鯨科的物種最早被認為是始新世時期特提斯洋沿岸（現今的巴基斯坦及印度）的特有種。不過於埃及發現的Rayanistes代表雷明頓鯨科有比之前所知還要更為廣泛的分布區域。雷明頓鯨科的名稱來自於雷明頓鯨屬，用以紀念古生物學家雷明頓·凱洛格。

## 分類學
雷明頓鯨科最早由Kumar & Sahni 1986發表，並被Uhen 2010認為是單系群。Benton 1993將其分類至齒鯨小目下；Mitchell 1989與Rice 1998將其分類至雷明頓鯨亞科（Remingtonocetoidea）下；由Bianucci & Landini 2007、Kumar & Sahni 1986、Fordyce & Barnes 1994、Fordyce, Barnes & Miyazaki 1995、McKenna & Bell 1997、Fordyce & Muizon 2001、Gingerich et al. 2001、Fordyce 2003、Geisler & Sanders 2003與McLeod & Barnes 2008分類至古鯨小目下；由Thewissen, Williams & Hussain 2001、Uhen 2010與Thewissen & Bajpai 2009.分類至鯨下目下。

## 屬
- 雷明頓鯨 Remingtonocetus（模式種）Kumar & Sahni 1986
- 安德魯斯鯨（英语：Andrewsiphius） Andrewsiphius Sahni & Mishra 1975
- 阿托克鯨（英语：Attockicetus） Attockicetus Kumar & Sahni 1986：為最古老的屬[3]
- 大連特鯨 Dalanistes Gingerich, Arif & Clyde 1995
- 庫奇鯨 Kutchicetus Thewissen & Hussain 2000
- Rayanistes（英语：Rayanistes） Bebej, Zalmout, El-Aziz, Antar, and Gingerich, 2016